# Wang Manli
Pour les articles homonymes, voir Wang (patronyme).
Wang Manli, née le 7 mars 1973, est une patineuse de vitesse chinoise.

## Palmarès
- Jeux olympiques
  -  Médaille d'argent sur 500 m en 2006, aux Jeux olympiques d'hiver de 2006 à Turin

- Championnats du monde
  -  Médaille d'or sur 500 m en 2004
  -  Médaille d'argent sur 500 m en 2005